# Harold Pender
Harold Pender  (* 1879; † 5. September 1959) war ein US-amerikanischer Elektroingenieur.
Pender wurde 1909 Professor für Elektrotechnik am MIT und Leiter des dazugehörigen Labors. Ab 1914 leitete er die Abteilung Elektrotechnik an der University of Pennsylvania.
Er war von deren Gründung 1923 bis zu seiner Emeritierung 1949 der erste Dekan der Moore School of Electrical Engineering der University of Pennsylvania. Während seiner Amtszeit wurde dort mit der Eniac einer der ersten elektronischen Allzweck-Computer gebaut und mit den Moore School Lectures ab 1946 die ersten Computerkurse gegeben. Schon zuvor wurden dort Analogrechner (Differential Analyzer) entwickelt. Der Harold Pender Award der Universität für herausragende Ingenieure ist ihm zu Ehren benannt.
Er leistete sowohl Grundlagenforschung als auch angewandte Forschung. Um 1905 bestätigte er den Rowland-Effekt, damals durch die Experimente des Franzosen Victor Crémieu angegriffen. Danach erzeugt eine rotierende elektrisch geladene Scheibe ein magnetisches Feld und das wurde sowohl als Bestätigung der Maxwelltheorie als auch der Existenz diskreter Ladungsträger gesehen und der Theorie der elektromagnetischen Felder bewegter Ladungen (Elektronentheorie von Lorentz u. a.). 
Pender's Handbook of Electrical Engineers war damals in den USA weit verbreitet. Er schrieb mehrere Lehrbücher über Elektrodynamik und Elektrotechnik. 1913 wurde Pender in die American Academy of Arts and Sciences und 1917 in die American Philosophical Society gewählt.
1924 war er Mitgründer einer Firma für Widerstände (International Resistance Company, IRC). 1932 ließ er sich den composition resistor patentieren.

## Schriften
- Electricity and Magnetism for Engineers, 2 Bände, McGraw Hill 1918/19, Band 1, Band 2, Archive
- Direct Current Machinery, Wiley 1922
- Herausgeber mit Knox McIlwain: Electrical Engineers Handbook, Wiley/Chapman and Hall 1914, 1922, 1936, 1950, Archive